# Eugen d’Albert

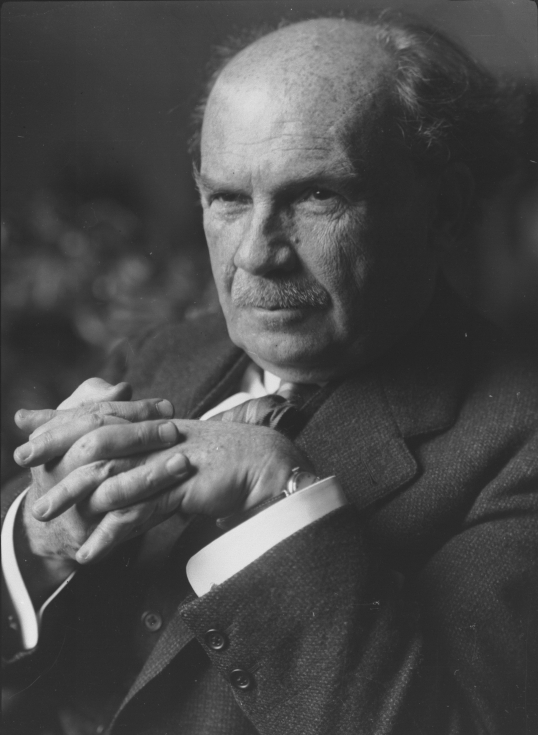
Eugen d’Albert,
Foto: Ferdinand Schmutzer

Eugène Francis Charles d’Albert, kurz Eugen d’Albert (* 10. April 1864 in Glasgow; † 3. März 1932 in Riga) war ein britisch-schweizerischer Komponist und Pianist französisch-englischer Abstammung.

## Leben

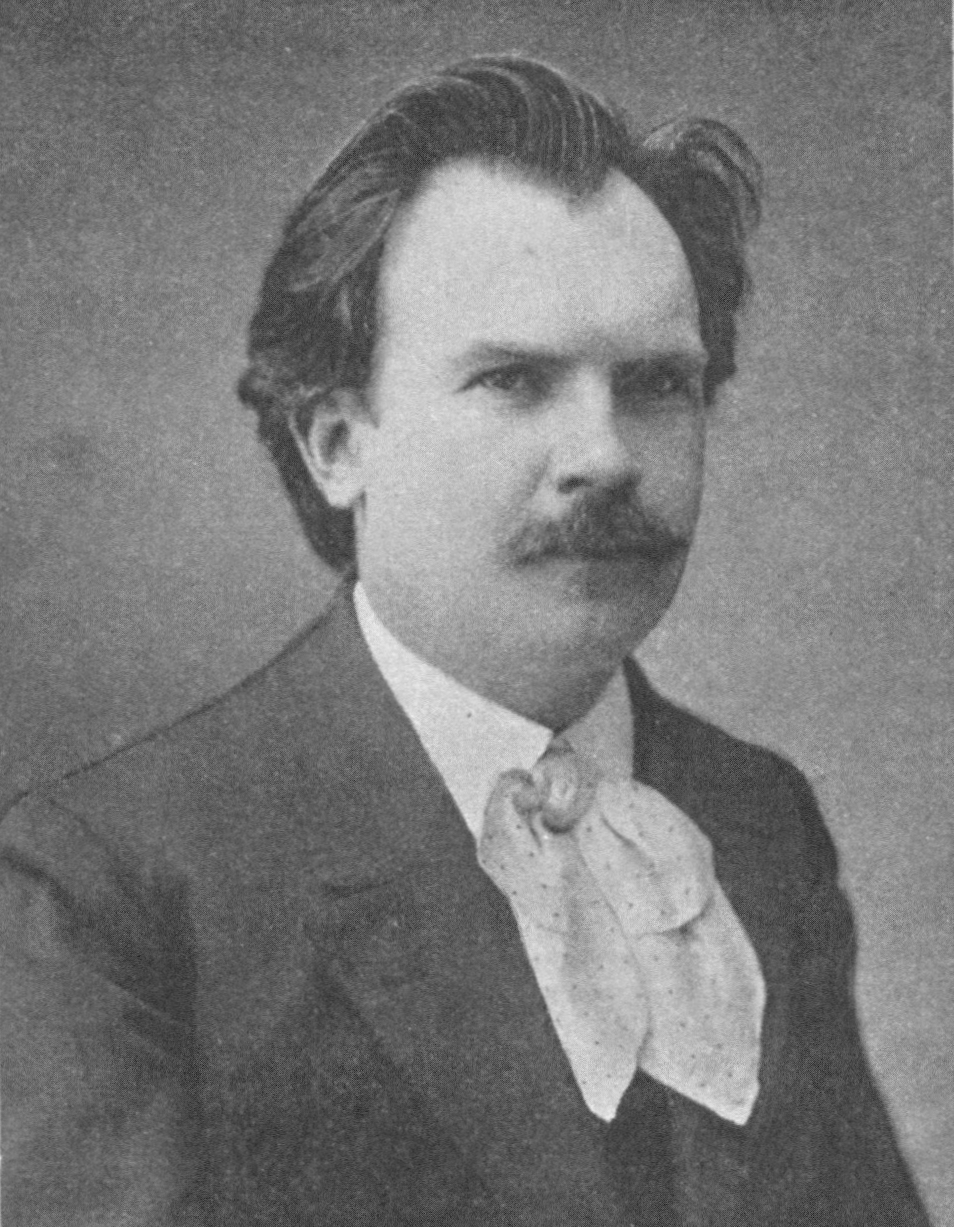
Eugen d’Albert, 1900

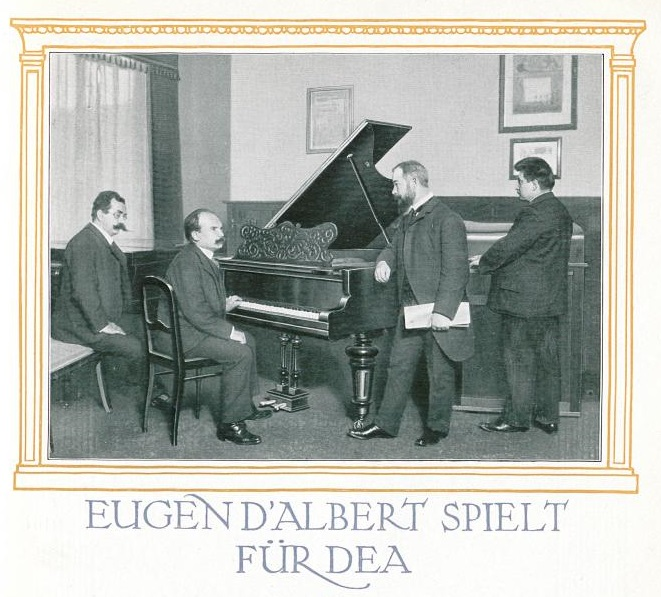
Eugen d’Albert im Aufnahmesalon Hupfeld für das Meisterspiel-Klavier DEA, Leipzig 1909

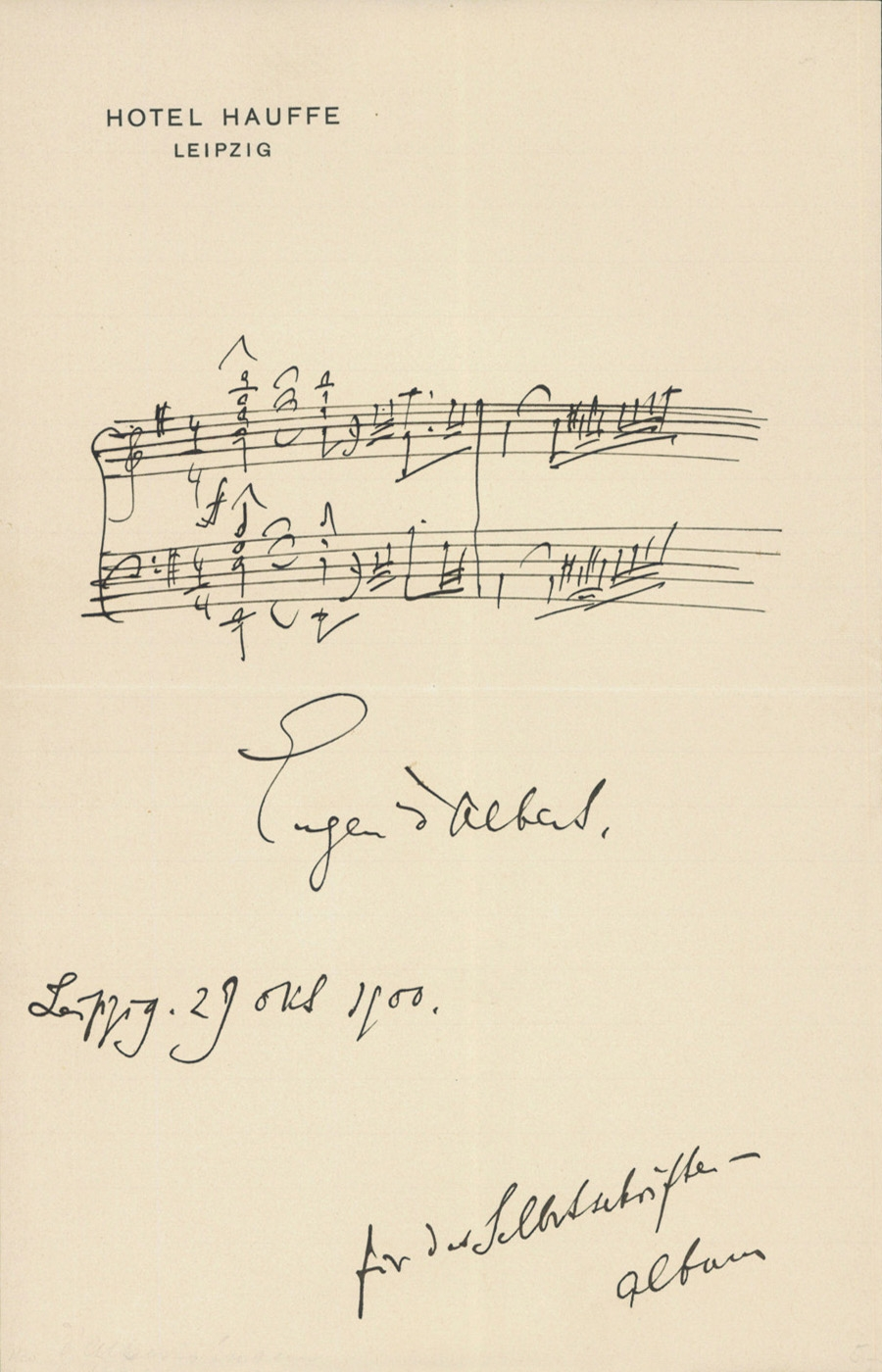
Autograph von d’Albert vom 29. Oktober 1900

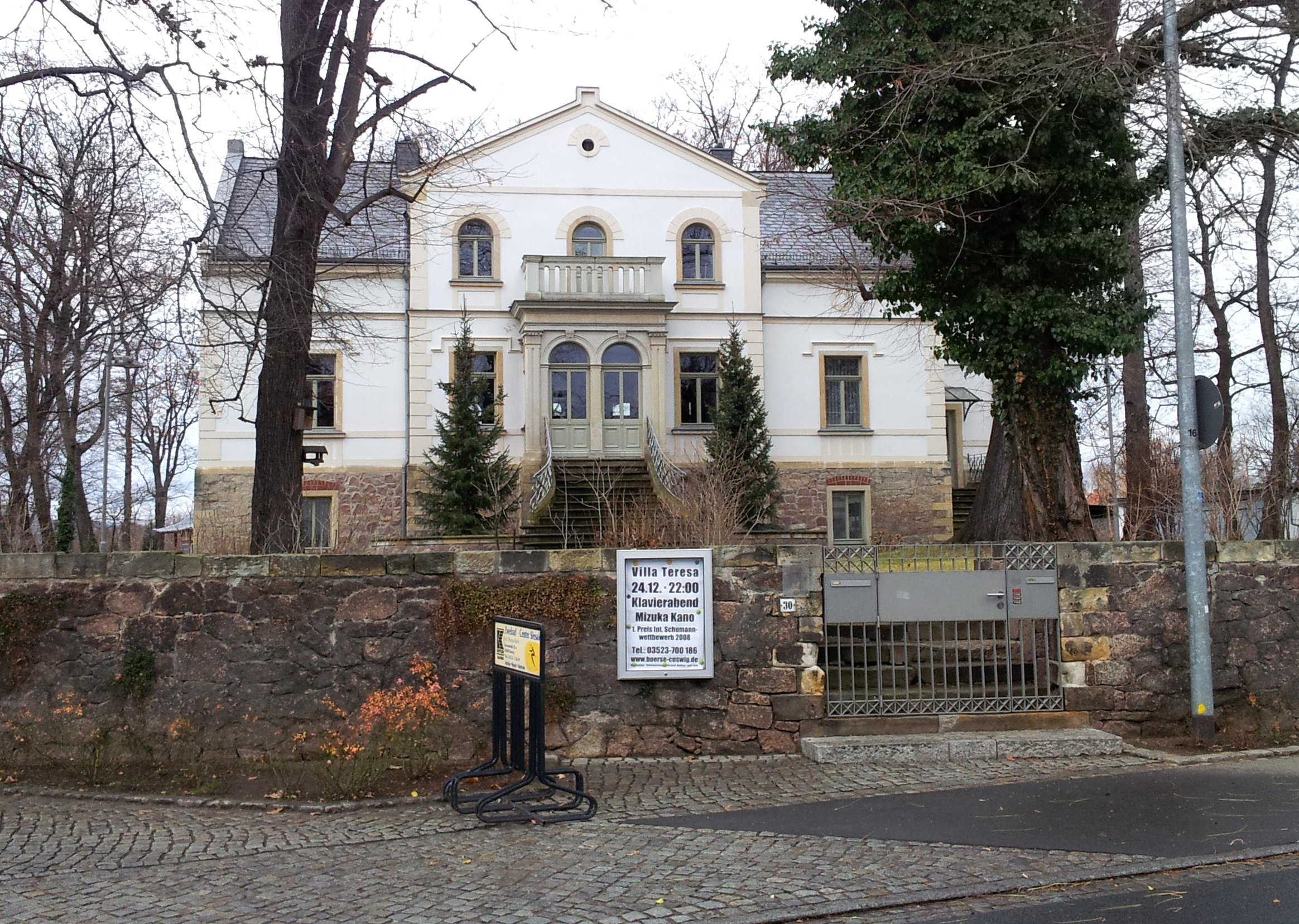
Villa Teresa in Kötitz (Coswig)

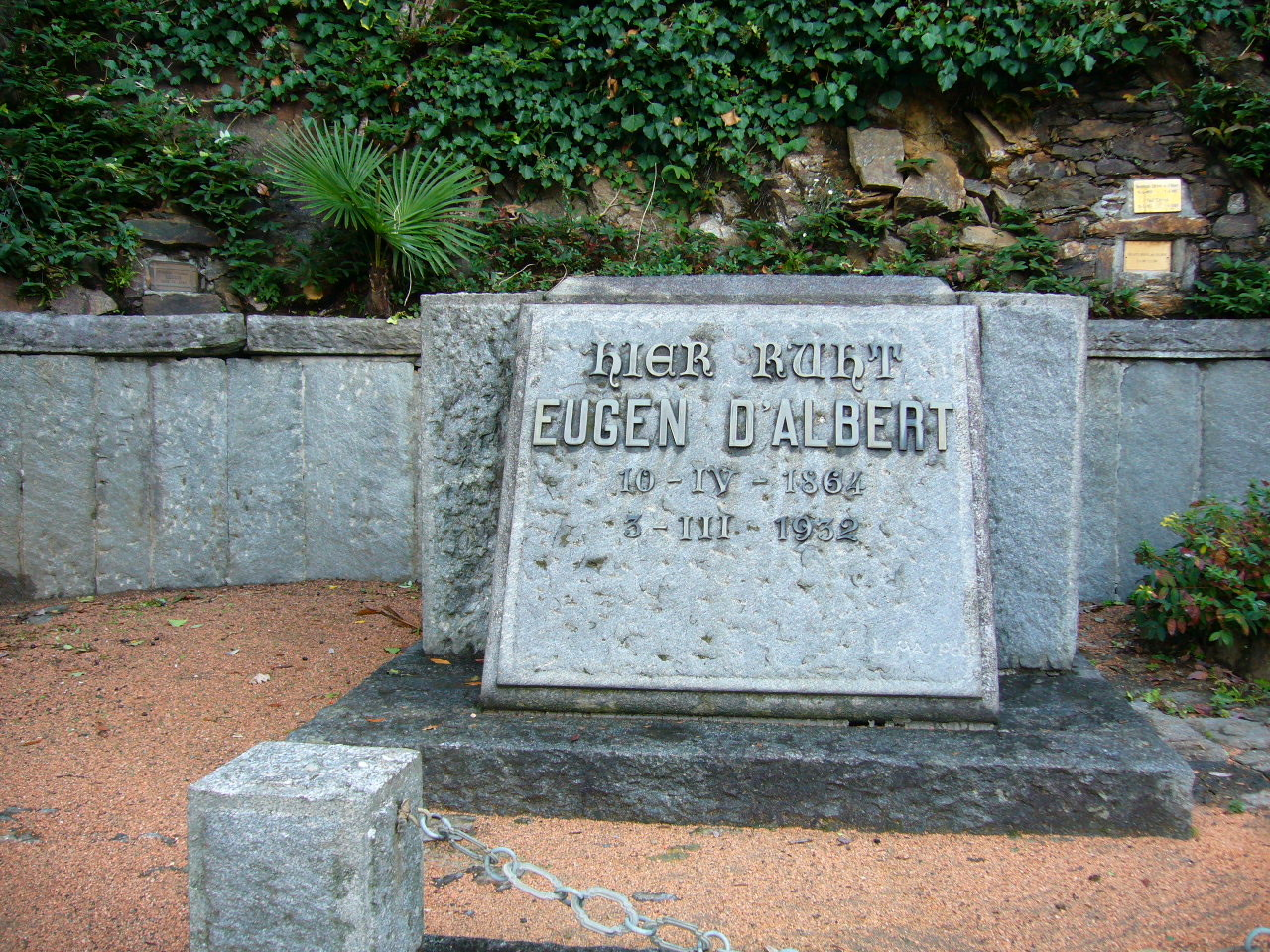
Grab von d’Albert auf dem Friedhof von Morcote

D’Albert war der Sohn des Ballettkomponisten Charles d’Albert (1809–1886), der in Deutschland als Sohn eines französischen Vaters und einer englischen Mutter geboren worden war. Unter seinen Vorfahren befinden sich die italienischen Komponisten Giuseppe Matteo Alberti (1685–1751) und Domenico Alberti (um 1710–1740). Eugen d’Albert besaß bis 1918 die britische Staatsbürgerschaft und nahm dann die schweizerische an. Zeitweise lebte er in Lugano. Er fühlte sich jedoch Deutschland verbunden, beherrschte die deutsche Sprache, vertonte ausschließlich deutsche Texte und bevorzugte die deutsche Form seines Vornamens.
Er erhielt Musikunterricht von seinem Vater, kam mit zehn Jahren an die New Music School in London und war dort Klavierschüler von Ernst Pauer, der von den pianistischen Fähigkeiten dieses Schülers beeindruckt war.
1881 lernte d’Albert Franz Liszt kennen, dessen Schüler er in Weimar wurde. Zahlreiche Konzertreisen schlossen sich an diese Ausbildung an, und d’Albert wurde besonders als Interpret der Werke Johann Sebastian Bachs und Ludwig van Beethovens berühmt. Sein Interpretationsstil wurzelte noch ganz in der Virtuosentradition des 19. Jahrhunderts. Das gilt auch für seine Bach-Bearbeitungen.
1884 ließ er sich mit seiner ersten Frau Luise geborene Salingré in Eisenach nieder, wo ihr Sohn Wolfgang geboren wurde. Mit 22 Jahren (1886/87) ließ sich d’Albert auf seinem Grundstück (Bornstraße 9) ein exzentrisches Gartenhaus – die Villa d’Albert – errichten. Das gemeinsam mit dem Coburger Architekten Julius Martinet unter Einfluss der Hannoverschen Schule erstellte Turmhaus, bestehend aus nur drei übereinander angeordneten prachtvollen, durch Wendeltreppe miteinander verbundenen Zimmern, nutzte er für das ungestörte Komponieren, etwa an der Oper Der Rubin.

„In seiner Jugend hat er wallendes Haar und trägt meist eine eng anliegende Hose aus grünem Jägerstoff. Er ist begeisterter Dreiradfahrer. Nur vegetarisches Essen nimmt der Gesundheitsbewusste zu sich. Gern genießt er ein Gläschen Wein. In der Stadt wird er selten gesehen, denn eine engere Beziehung unterhält der schüchterne d’Albert nur mit Oberbürgermeister Dr. Georg Eucken. Er ist romantisch und träumerisch veranlagt, was sich nicht zuletzt am Bau des Gartenhauses zeigt…“

Die ersten eigenen Kompositionen erschienen in dieser Zeit, darunter die Klaviersuite d-Moll op. 1 (1883), sein erstes Klavierkonzert (1884), die Sinfonie F-Dur (1886) und das erste Streichquartett (1887). In dieser Zeit galt d’Albert als der bedeutendste Pianist der Gegenwart. Regelmäßig trat er als Gastdozent und Solist bei Konzerten im Berliner Klindworth-Scharwenka-Konservatorium auf. Noch nach seinem Wegzug von Eisenach 1889 kam er auch nach Eisenach zu Konzerten, wobei die Eisenacher Tagespost 1914 die „Zauberhände eines Begnadeten“ rühmte.
1893 wandte sich d’Albert mit dem Chorwerk Der Mensch und das Leben nach Otto Ludwig erstmals der Vokalmusik zu. Im selben Jahr wurde seine erste Oper Der Rubin nach Friedrich Hebbel uraufgeführt. Wie ihre Nachfolger Ghismonda (1895) und Gernot (1897) stand sie unter dem Einfluss Richard Wagners. Der heitere Einakter Die Abreise (1898) zeigte bereits eine eigene musikalische Sprache, doch der Durchbruch als Opernkomponist gelang erst mit Tiefland (1903), seiner meistgespielten Oper. Mit diesem Werk schuf d’Albert eine deutsche Variante des italienischen Verismus, die auch sein weiteres Opernschaffen bestimmte.
D’Albert schrieb 21 Opern und vernachlässigte für diese Arbeit mehr und mehr sein Klavierspiel, doch konnte er den Tiefland-Erfolg nicht wiederholen. Unter den späteren Werken ragen Die toten Augen (1916) und Der Golem (1926) heraus.
D’Albert war sechsmal verheiratet – mit der Sängerin Hermine Finck (verh. 1895–1910), der Schauspielerin Ida Fulda (verh. 1910–1913), der Pianistin Friederike Jauner (verh. 1913–1921, später von Kap-herr) sowie mit der Pianistin und Komponistin Teresa Carreño (verh. 1892–1895), mit der er 1891 bis 1895 in der Villa Teresa in Kötitz, (heute Stadtteil von Coswig) bei Dresden lebte. Für die Scheidung von seiner sechsten Frau Virginia Zanetti reiste d’Albert aus rechtlichen Gründen nach Riga, wo er 1932 starb. Sein Grab befindet sich auf dem Friedhof von Morcote (Schweiz).

## Werke

### Opern
- Der Rubin, Oper 2 Akte. Libretto: E. d’Albert, nach Friedrich Hebbel.
  - Uraufführung: 12. Oktober 1893 Karlsruhe, Hoftheater
- Ghismonda, Oper 3 Akte. Libretto: E. d’Albert, nach Karl Immermann Die Opfer des Schweigens.
  - Uraufführung: 28. November 1895 Dresden, Hoftheater
- Gernot, Oper 3 Akte. Libretto: Gustav Kastropp.
  - Uraufführung: 11. April 1897 Mannheim, Hoftheater
- Die Abreise, Musikalisches Lustspiel 1 Akt (50 Min.). Libretto: Ferdinand Graf von Sporck, nach August Ernst von Steigentesch.
  - Uraufführung: 28. Oktober 1898 Frankfurt, Opernhaus. Holländisch: Februar 1902 Amsterdam. Kroatisch: 29. Oktober 1915 Zagreb. Englisch: 3. September 1925 London. Französisch: 7. November 1932 Brüssel
- Kain, Oper 1 Akt. Libretto: Heinrich Bulthaupt.
  - Uraufführung: 17. Februar 1900 Berlin, Königl. Opernhaus
- Der Improvisator, Oper 3 Akte. Gustav Kastropp, nach Victor Hugo Angelo, der Tyrann von Padua.
  - Uraufführung: 26. Februar 1902 Berlin, Königl. Opernhaus
- Tiefland, Musikdrama 2 Akte und Prolog (135 Min.). Libretto: Rudolf Lothar, nach Àngel Guimerà Terra baixa.
  - Uraufführung: 15. November 1903 Prag, Neues Deutsches Theater. Flämisch: 1. Dezember 1906 Antwerpen. Schwedisch: 9. Oktober 1908 Stockholm. Ungarisch: 17. November 1908 Budapest. Slowenisch: 1909 Ljubljana. Dänisch: 21. Oktober 1909 Kopenhagen. Italienisch: 18. Januar 1910 Barcelona. Englisch: 5. Oktober 1910 London. Kroatisch: 18. November 1910 Zagreb. Polnisch: März 1911 Warschau. Französisch: 21. März 1911 Nizza. Norwegisch: 12. Dezember 1913 Oslo. Russisch: 14. Dezember 1915 Petrograd. Lettisch: 2. November 1920 Riga. Rumänisch: 1924 Clausenburg.
- Flauto solo, Musikalisches Lustspiel 1 Akt (60 Min.). Libretto: Hans von Wolzogen.
  - Uraufführung: 12. November 1905 Prag, Neues Deutsches Theater
- Tragaldabas, der geborgte Ehemann, komische Oper 4 Akte. Libretto: Rudolf Lothar, nach Auguste Vacquerie.
  - Uraufführung: 3. Dezember 1907 Hamburg, Stadttheater
- Izeÿl, Oper 3 Akte. Libretto: Rudolf Lothar, nach Paul Armand Silvestre und Eugène Morand.
  - Uraufführung: 6. November 1909 Hamburg, Stadttheater
- Die verschenkte Frau, Oper 3 Akte. Libretto: Rudolf Lothar, nach E. Antony.
  - Uraufführung: 6. Februar 1912 Wien, Hofoper
- Liebesketten, Oper 3 Akte. Libretto: Rudolf Lothar nach Àngel Guimerà La filla del mar.
  - Uraufführung: 12. November 1912 Wien, Volksoper Wien. Neufassung: 8. März 1918 Berlin, Dt. Opernhaus
- Die toten Augen, eine Bühnendichtung 1 Akt und Prolog (120 Min.). Libretto: Hanns Heinz Ewers und Marc Henry, nach Marc Henry Les yeux morts. Komponiert 1912/13.
  - Uraufführung: 5. März 1916 Dresden, Hofoper. Dänisch: 17. März 1918 Kopenhagen. Schwedisch: 27. September 1920 Stockholm. Polnisch: Herbst 1920 Warschau. Ungarisch: 12. November 1921 Budapest.
- Der Stier von Olivera, Oper 3 Akte. Libretto: Richard Batka, nach Heinrich Lilienfein.
  - Uraufführung: 10. März 1918 Leipzig, Stadttheater
- Revolutionshochzeit, Oper 3 Akte. Libretto: Ferdinand Lion, nach Sophus Michaëlis.
  - Uraufführung: 26. Oktober 1919 Leipzig, Neues Stadttheater
- Scirocco, Oper 3 Akte. Libretto: Karl Michael von Levetzow und Leo Feld.
  - Uraufführung: 16. Mai 1921 Darmstadt, Landestheater
- Mareike von Nymwegen, Legendenspiel 3 Akte. Libretto: Herbert Alberti.
  - Uraufführung: 31. Oktober 1923 Hamburg, Stadttheater
- Der Golem, Musikdrama 3 Akte (120 Min.). Libretto: Ferdinand Lion, nach Arthur Holitscher.
  - Uraufführung: 14. Dezember 1926 Frankfurt, Opernhaus
- Die schwarze Orchidee, Oper 3 Akte. Libretto: Karl Michael von Levetzow.
  - Uraufführung: 1. Dezember 1928 Leipzig, Neues Theater
- Die Witwe von Ephesos, Oper 3 Akte. Libretto: Karl Michael von Levetzow, nach Gaius Petronius Arbiters Witwe von Ephesus. Komponiert 1930.
  - Nicht aufgeführt
- Mister Wu, Oper 3 Akte, vervollständigt von Leo Blech. Libretto: Karl Michael von Levetzow, nach Harry M. Vernon und Harold Owen.
  - Uraufführung: 29. September 1932 Dresden, Staatsoper

### Orchesterwerke
- Klavierkonzert Nr. 1 h-Moll op. 2 (1884)
- Sinfonie F-Dur op. 4 (1886)
- Esther. Ouvertüre zu Franz Grillparzer op. 8 (1888)
- Klavierkonzert Nr. 2 E-Dur op. 12 (1893)
- Cellokonzert C-Dur op. 20 (1899)
- Aschenputtel. Suite op. 33 (1924)
- Sinfonisches Vorspiel zu Tiefland op. 34 (1924)

### Kammermusik
- Streichquartett Nr. 1 a-Moll op. 7 (1887)
- Streichquartett Nr. 2 Es-Dur op. 11 (1893)

### Klaviermusik
- Suite d-Moll für Klavier op. 1 (1883)
- Klaviersonate fis-Moll op. 10 (1893)
- weitere Klavierstücke

### Vokalmusik
- Der Mensch und das Leben für Chor op. 14 (1893)
- Seejungfräulein. Szene für Singstimme und Orchester op. 15 (1897)
- Wie wir die Natur erleben für Sopran oder Tenor und Orchester op. 24 (1903)
- 2 Lieder für Sopran oder Tenor und Orchester op. 25 (1904)
- Mittelalterliche Venushymne für Tenor, Männerchor und Orchester op. 26 (1904)
- An den Genius von Deutschland für Solostimmen und Chor op. 30 (1904)
- 58 Lieder